# ديفيد ميتشيل
ديفيد ميتشيل (بالإنجليزية: David Mitchell)‏ (4 أبريل 1990 في المملكة المتحدة - ) هو لاعب كرة قدم بريطاني في مركز حراسة المرمى. لعب مع نادي دندي ونادي سترنرير ‏ ونادي آير يونايتد.

## وصلات خارجية
- ديفيد ميتشيل على موقع قاعدة بيانات كرة القدم.إي يو (الإنجليزية)
- ديفيد ميتشيل على موقع Soccerbase.com (لاعب) (الإنجليزية)
- ديفيد ميتشيل على موقع Soccerway.com (الإنجليزية)